# Alkylierung

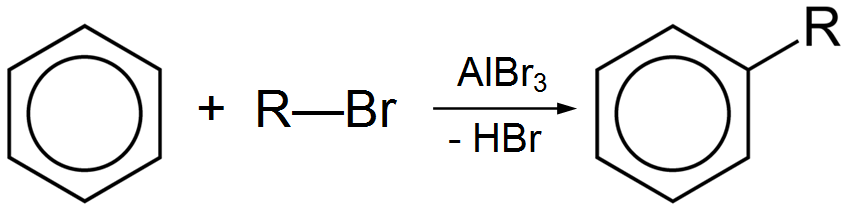
Alkylierung am Beispiel einer Friedel-Crafts-Alkylierung mit Aluminiumbromid als Katalysator. Dabei wird die Alkylgruppe R des Bromalkans R–Br zum Benzol transferiert, es entsteht ein (alkyliertes) Benzol-Derivat.

Als Alkylierung wird in der organischen Chemie der Transfer von Alkylgruppen während einer chemischen Reaktion von einem Molekül zum anderen bezeichnet. Dabei können Kohlenstoff-Atome der Ausgangsverbindung, aber auch Heteroatome alkyliert werden. Die entgegengesetzten Reaktionen (also Reaktionen, bei denen Alkylgruppen aus organischen Molekülen abgespalten werden) werden als Desalkylierung (Dealkylierung) bezeichnet. Die zur Alkylierung eingesetzten Verbindungen werden als Alkylanzien bezeichnet.

## Systematik

### Einteilung nach Art der eingeführten Alkylgruppe
- Methylierung, Einführung einer Methylgruppe (–CH3)
- Ethylierung, Einführung einer Ethylgruppe (–C2H5)
- Propylierung, Einführung einer Propylgruppe (–C3H7)
- Butylierung, Einführung einer Butylgruppe (–C4H9)

usw.

### Einteilung nach der Bindungsstelle des eingeführten Alkylrestes
Je nachdem, welche Atomsorte im Edukt alkyliert wird unterscheidet man:
- C-Alkylierung, z. B. Umsetzung von Benzol zu Alkylbenzolen durch Friedel-Crafts-Alkylierung
- O-Alkylierung, z. B. Umsetzung von Alkoholen in Ether
- S-Alkylierung, z. B. Umsetzung von Thioalkoholen in Thioether
- N-Alkylierung, z. B. Umsetzung von primären oder sekundären Aminen in tertiäre Amine

## Methoden
Es gibt eine Reihe von Alkylierungen die von großer technischer Bedeutung sind. So besitzt die Friedel-Crafts-Alkylierung insbesondere mit Alkenen als Alkylierungsmittel, bei der Synthese von Ethylbenzol, Cumol, Alkylphenolen sowie Butylnaphthalin größte Bedeutung. Bei der Friedel-Crafts-Alkylierung handelt sich hierbei um eine elektrophile aromatische Substitution (kurz: SEAr). Andere Alkylierungen wie die Williamson-Ethersynthese oder die Kolbe-Nitrilsynthese gehören zu den SN2-Reaktionen. Bei tert-Alkylierungen von Malonestern (Malonestersynthese)
wird auch der SN1-Mechanismus ausgenutzt. Schließlich können auch metallorganische Reaktionen wie die Grignard-Reaktion zur Alkylierung ausgenutzt werden, bei denen Alkyl-Reste nucleophil an ein elektrophiles Zentrum wie eine Carbonylgruppe oder die Doppelbindung eines Michael-Systems (Michael-Addition) addiert werden.
Säurekatalysierte Additionen an Alkene spielen in der Petrochemie z. B. im Alkar-Prozeß eine Rolle. Technisch wichtig sind Alkylierungen bei der Herstellung von Kraftstoffen (Alkylate), Ethylbenzol und anderen Alkylbenzolen, Kunststoffen, Farbstoffen und Arzneimitteln. Es gibt eine Vielzahl von Reaktionen die zu den Alkylierungen gehören oder für die Alkylierung genutzt werden können. Darunter sind die Williamson-Ethersynthese, die Kolbe-Nitrilsynthese, Gabriel-Synthese von primären Aminen, die Arbusow-Reaktion, die Michaelis-Becker-Reaktion oder die Finkelstein-Reaktion. Metallorganische Verbindungen mit Kohlenstoff-Metall-Bindungen können durch Halogenalkane zu Alkanen alkyliert werden. Dies erfolgt zum Beispiel bei der Wurtz-Synthese. Die Alkylierung (ebenso wie die Alkenylierung und Arylierung) von Alkenen mit Halogenalkanen, Halogenalkenen und Halogenaromaten gelingt in Gegenwart von Palladium(0)-Komplexen als Katalysatoren, was als Heck-Reaktion bezeichnet wird. Dimethylsulfat, Dimethylcarbonat und Methyliodid sind Reagenzien für Methylierungen.

## Natürliche Reaktionen
In biochemischen Prozessen treten Alkylierungen, vor allem Methylierungen (Biomethylierung), und Desalkylierungen bei verschiedenen Prozessen auf, so zum  Beispiel bei der Bildung von Kreatin aus Guanidinoessigsäure unter Beteiligung des Cofaktors S-Adenosylmethionin. Daneben spielen Methylierungen bei der Genregulation und Differenzierung durch Modifizierung von Cytosin-Resten zu 5-Methylcytosin an DNA eine wichtige Rolle. Unspezifische Alkylierungen von DNA durch äußere Einflüsse (z. B. DNA-Methylierung) können die Genexpression beeinflussen, weswegen Alkylierungsmittel häufig als Carcinogene und Mutagene wirken. In der Biochemie gibt es ebenfalls verschiedene Reaktionsmechanismen. So erfolgen enzymatische Methylierungen durch Übertragung von C1-Fragmenten mit Hilfe von Transferasen.